# Неру, Рамешвари
Рамешвари Неру, урождённая Рамешвари Райна (хинди रामेश्वरी नेहरू; 10 декабря 1886, Лахор — 8 ноября 1966, Дели) — индийский общественный деятель, политик, борец за мир. Последовательница Махатмы Ганди. Феминистка.

## Биография
В 1902 году вышла замуж за Брижалала Неру, племянника Мотилала Неру и двоюродного брата первого премьер-министра независимой Индии Джавахарлала Неру. Её сын Браж Кумар Неру был дипломатом, послом Индии в Соединённых Штатах (1961—1968), занимал пост губернатора нескольких индийских штатов.
С 1909 по 1924 год она работала редактором журнала на хинди Istri Darpan.
В середине 1920-х годов стала одним из организаторов женского движения. В 1926 году Рамешвари Неру участвовала в создании «Делийской женской лиги» — одной из первых в стране женских организаций, была её президентом. В 1940 году — председатель Всеиндийской женской конференции.
В 1943 году была арестована британскими властями.
В 1946 году стала членом законодательного собрания Лахора. После раздела Индии занималась эвакуацией женщин-беженцев, помогала в спасении похищенных женщин.
Активно выступала за равноправие женщин и против кастового неравенства.
В 1953 году была избрана председателем делийского отделения Индо-советского общества культурных связей, а в ноябре 1954 года — заместителем председателя Всеиндийского совета общества. В 1955 году избрана первым председателем Всеиндийской ассоциации солидарности стран Азии и Африки.
В том же году возглавляла Международный подготовительный комитет по созыву Азиатской конференции по ослаблению напряжённости в международных отношениях, состоявшейся в апреле 1955 года в Индии>. Участница конференции солидарности стран Азии и Африки, состоявшейся в Каире в 1957—1958 годах.
Автор ряда статей по вопросам общественно-политической жизни Индии.

## Награды
- Падма бхушан (1955)
- Международная Ленинская премия «За укрепление мира между народами»[6] (1961)